# 120e division d'infanterie (Allemagne)
Pour les articles homonymes, voir 120e division d'infanterie.
La 120e division d'infanterie allemande fut créée entre fin 1944 et début 1945. Elle s'est battue principalement sur le front de Prusse Orientale et fut engagée en mars 1945, mais se fit capturer par les troupes de l'Union soviétique à la fin de la guerre. Son but était de freiner l'avancée soviétique à l'est.

## Origine
La 120e division d'infanterie est originaire du Wehrkreis I, qui contrôlait la Prusse Orientale.

## Composition
Cette division d'infanterie était principalement composée de miliciens issus du Volkssturm, elle était composée d'uniquement un régiment. 